# Lipidos
Lipidos eller lipoidos är en medicinsk term för (sjuklig) ansamling av lipider (fetter) i eller utanför cellerna i kroppens organ. Lipoidos kännetecknar sjukdomar som Krabbes sjukdom, och andra sfingolipidoser. Lipoidos uppkommer för att fettomsättningen är rubbad. Lipoidos används också inom veterinärmedicinen som beskrivning för steatotiska tillstånd som fettlever.